# 謝菲爾德超級電車
謝菲爾德超級電車（英語：Sheffield Supertram）或南約克郡超級電車，是英國的一個輕軌交通系統，主要位於南約克郡城市謝菲爾德。該電車系統由南約克郡客運執行局擁有，並曾以專營權形式將列車營運及保養交予捷達集團，後於 2024 年 3 月 22 日起改由公營的南約克郡未來電車有限公司負責相關事務。該系統的建設計劃開始於1985年，首階段則於1994/95年通車。現時該電車系統共有四條路線。
在 1980 年代，謝菲爾德開始產生建造現代電車系統的想法。經過南約克郡客運執行局的詳細規劃後，相關建案於 1991 年獲英國國會批准。該網絡的建設包括改造既有的重軌路段和建設新軌道，並分階段實施，首階段於 1994 年開始營業。早期由於複雜的票務系統和較小的覆蓋區域，營運情況較差，乘客人數不及預期。 為了扭轉業績，1997 年南約克郡客運執行局以 115 萬英鎊的價格將電車網絡的營運權及列車保養由屬下的南約克郡超級電車有限公司以專營權形式轉給捷達集團。在管理和營運發生變化以及電車網絡進一步擴展之後，乘客人數大幅增加。 
從 2008 年開始，謝菲爾德打算引入輕軌-火車系統，使電車能夠同時使用幹線鐵路網絡的部分路段及有軌電車軌道。 2012 年相關的輕軌-火車系統試驗完成，該試驗是英國首次引入輕軌-火車系統。輕軌-火車線使用了專門建造的英國鐵路 399 型電聯車。該線一直推遲到 2018 年 10 月 25 日才開始營運。
超級電車網絡現在由 50 個車站組成，分佈在藍色、紫色、黃色和輕軌-火車（黑色）四條顏色編碼的線路上，連接本地巴士、長途巴士、國家鐵路服務以及六個停車轉乘處。 所有路線均途經謝菲爾德市中心。

## 歷史

### 背景及早期營運
與許多英國城市一樣，謝菲爾德曾經擁有廣泛的電車網絡，即謝菲爾德電車（1873-1960 年）。這最終於 1960 年 10 月關閉，當時人們認為機動巴士相比有軌電車更具成本效益。
新的超級電車網絡源於南約克郡客運執行局的雄心壯志，該局負責謝菲爾德及南約克郡的公共交通協調。 該局優化了一項較早時提出、更廣泛的輕軌提案（包括既有的重軌路線），以獲得所需的許可繼續實施計劃， 並在 1985 年至 1990 年間向英國國會提交了幾項法案以獲得必要的權力。 英國交通部於 1990 年底批准撥款 2.4 億英鎊作興建初始路網。相關工程於 1991 年展開。 
該線路於 1994 年至 1995 年間分階段開通。第一部分位於通往美度賀的前重軌路線上，於 1994 年 3 月 21 日開通。 當時系統由南約克郡超級電車有限公司營運。該公司是南約克郡客運執行局的全資子公司，為營運超級電車而成立。
早年，該計劃被一些人視為失敗；乘客繼續使用更便宜和更頻繁的巴士，零售商抱怨冗長的建設工程造成的擾亂。 初期網絡於1995年10月23日全數開通後，複雜的票務系統也讓乘客感到惱怒和困惑。 很明顯，南約克郡客運執行局對乘客人數的預測過於樂觀，人們開始擔心該系統的性價比不高。

### 檢討及私有化
1996 年，支持超級電車的當地議會聘請了顧問來製定解決主要營運和管理問題的方案。 1997 年 12 月，南約克郡超級電車有限公司被私有化，並以 115 萬英鎊的價格賣給了捷達集團，大大低於當地議會希望籌集的 8000 萬英鎊以幫助償還累積債務， 使不少當地的議會因為建造超級電車而產生長期債務。 根據工黨政府達成的協議條款，營運成本得以降低，但據計算，南約克郡的居民每人每週為超級電車網絡支付 5 便士，這種情況持續了很多年。 捷達集團獲得了超級電車網絡的維護和營運特許權，直至 2024 年。

### 使用率先升後跌
超級電車最初計劃將網絡擴展到南約克郡更多區域，例如將線路延伸至巴恩斯利和唐卡斯特，但進展受到限制。 據 BBC 新聞報導，謝菲爾德以外的居民對他們需要為自己用不著的超級電車系統付費感到沮喪。
到 2014 年，延長超級電車路線的多項計劃雖然仍未完成， 但既有網絡的乘客量有所增加，從 1996/97 年的 780 萬人次增加到 2011/12 年的 1500 萬人次。 使用量的增加歸因於多種因素。鐵路業刊物「Rail」指出，路線模式的改變、車上售票員的引入、車票簡化和電車車輛的翻新使超級電車更能吸引公眾乘搭。
然而，2012年至2017年，超級電車的客量和營業收入逐漸下降； 2016/17 年度，該網絡只運送了 1260 萬名乘客。 減少的原因包括整個網絡的鐵路更換工作（這涉及部分路段關閉和使用臨時替代電車的巴士，擾亂了日常班次營運），以及汽油價格下跌。

### 引入輕軌-火車服務

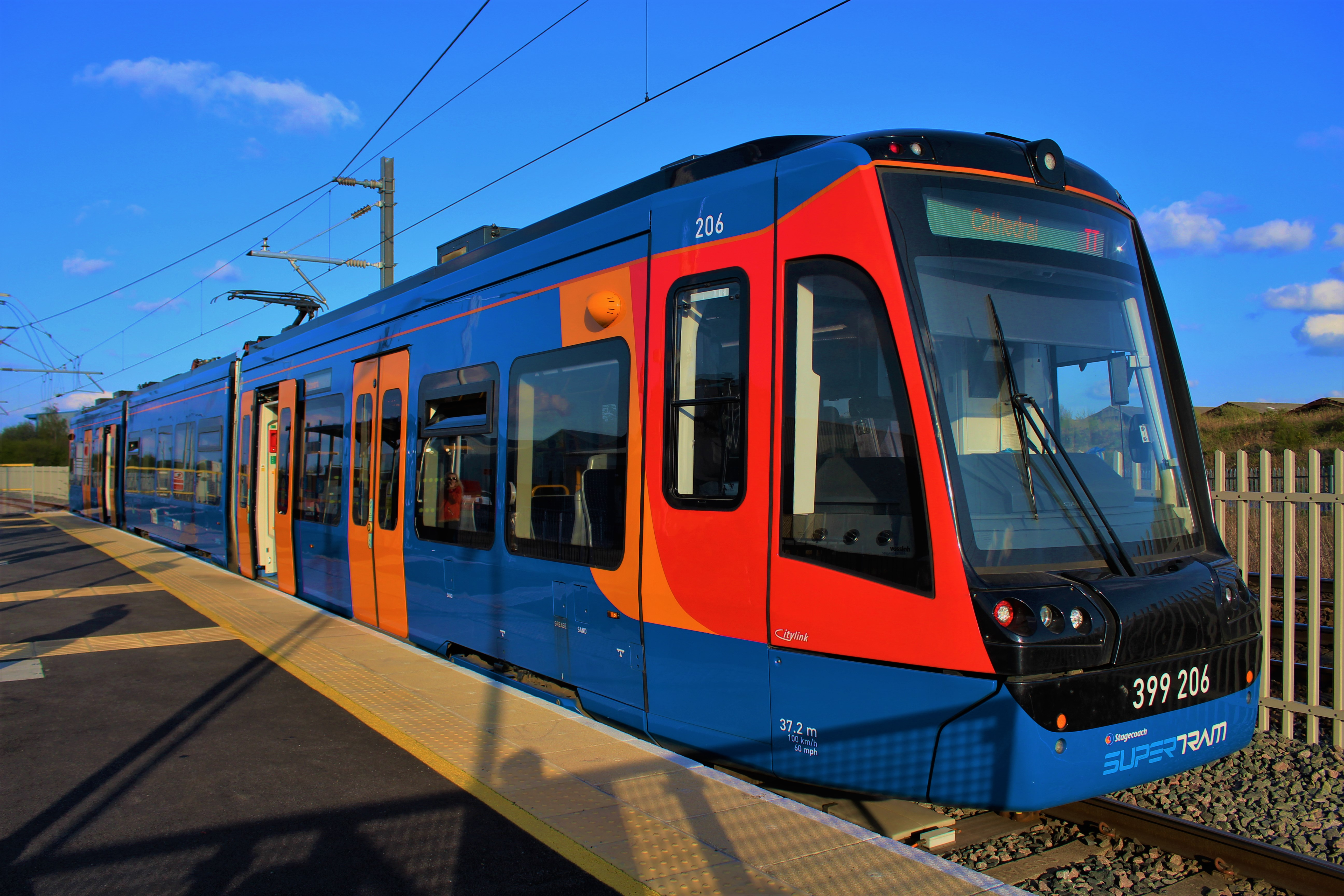
2019年4月時的一列英國鐵路399型電聯車

2008年，英國交通部宣布計劃在南約克郡的佩尼斯通線試運行輕軌-火車服務。按照最初的設想，該試驗項目將是一個為期兩年的試點項目，因為這將是英國首次使用輕軌-火車系統 。此計畫由交通部、謝菲爾德超級電車、英國鐵路網公司、北方鐵路公司和南約克郡客運執行局共同實施。採用輕軌-火車系統將使超級電車服務能夠延伸至國家鐵路網上，這具有開闢新路線、整合多個交通網絡以及為進一步擴展提供潛力的優勢。
除了該計劃在當地產生的影響之外，預計此次試驗對英國的交通營運商也將大有裨益。該服務的可靠性和受歡迎程度將受到嚴格審查；從長遠來看，成功與否可能是在全國範圍內進一步推廣有軌電車-列車技術的決定性因素。超級電車主要專案經理 Rob Carroll 表示，有多個組織與輕軌-火車專案團隊接洽，其中曼徹斯特輕鐵的代表、正在研究格拉斯哥機場鐵路連接方案的交通管理人員以及南威爾斯的人員都表達了濃厚的興趣。在某些城市，能夠輕鬆地將重軌和輕軌網絡結合在一起的前景被認為是一個很有吸引力的前景。
輕軌-火車試驗最初規劃的路線佩尼斯通線，是一條非電氣化路線，因此需要購買大量特制車輛，因為列車在該線必須使用柴油驅動，而當時計劃沒有將該線電氣化作為試驗的一部分。最初，試驗計劃從 2010 年開始運行兩年，但在 2009 年，由於原計劃未包括任何街道運行，因此提案被修改。修改後的提案設想使用超級電車網絡，透過一條新建造的線路將其連接到通往羅瑟勒姆的德恩河谷（Dearne Valley）線，這樣一來，有軌電車就可以在重軌和輕軌線路上運行。作為該專案的一部分，該線路將實現電氣化，從而可以採購更具成本效益的電動車。2012 年 5 月，英國交通部批准進行輕軌-火車試驗，同時承諾撥款 5800 萬英鎊用於建設一條 400 米（1,312 英尺 4 英寸）長的連絡線以連接英國鐵路網和超級電車網絡、對謝菲爾德至羅瑟勒姆間長 13 公里（8 英里）的國鐵路段進行電氣化、以及購買七列供輕軌-火車系統使用的電車。由於既有的西門子-杜瓦克電車並沒有升級至可供輕軌-火車系統使用，該些電車亦沒有在全面營運處理系統（TOPS，管理英國鐵路機車和車輛的電腦系統）註冊，也沒有英國鐵路網的列車安全系統和抗撞能力，因此既有電車不能駛入國鐵路段。
2013年6月，福斯羅西班牙公司被選中負責建造新的電車列車。為了能夠在主線鐵路網中營運，它們還依照 TOPS 註冊為英國鐵路 399 型列車。
輕軌-火車線最初預期於2015年開通，但開通日期因各種因素多次延後。雖然首批電車原定於2015年9月交付，但該截止日期隨後被推遲至2015年12月。最終首列列車於2015年12月交付，最後一列列車於2016年11月交付。2015年10月，有消息指出輕軌-火車線會延後一年開通。英國鐵路網公司的發言人當時表示，該項目將推遲至2017年，並將其歸咎於該公司必須等待交通部長的許可才能在廷斯利（Tinsley）修建新軌道。2016 年 5 月，該項目再次被推遲，有消息稱 2017 年的開通日期「不可能實現」。當時，英國鐵路網公司表示，預計的輕軌-火車線營運設計和規劃要素十分複雜，該公司和南約克郡客運執行局正在對該計劃進行全面審查。在新列車投入運作之前，需要進行各種變更，其中包括重新審視整個超級電車網絡。2016 年 11 月，在審查相關工程計劃的過程中，由於遇到了一些導致再次延期的因素，南約克郡客運執行局宣佈輕軌-火車線將再延遲至 2018 年夏季開通。
2017年12月，英國國會發布一份嚴厲批判有軌電車-列車計畫發展歷程的報告。報告稱，該項目的成本已升至 7510 萬英鎊，約為項目最初1500萬英鎊預算的五倍。報告還指出，該項目存在“高風險和不確定性”，以及“不可接受的成本增長和工期延誤”。同時，英國交通部也因未能就該項目是否仍物有所值或是否實現了其目標作出回應而受到批評。
在輕軌-火車線開通前，新電車曾用作加密既有線路的班次。英國鐵路399型列車首度於2017年9月14日投入日常營運。
2018年5月10日，超級電車首度為輕軌-火車線進行測試，並於同年6月5日將測試擴展至全線。 同年10月25日，通往羅瑟勒姆的輕軌-火車線開通營運。 該線使用了7列由福斯羅公司製造的英國鐵路399型電聯車，列車於美度賀南/廷斯利站進入國鐵路線，前往羅瑟勒姆中央及園門（Parkgate）購物中心站。羅瑟勒姆中央站為國鐵和電車共用的車站，其1、2號月台獲延長，並新設了3、4號月台。園門購物中心站為輕軌-火車線總站，只有一座月台，月台位於國鐵線路旁邊的一條新建支線上。
在輕軌-火車線啟用當日，由於其中一輛電車車輛發生道路交通事故，該線服務隨即暫停。事故中一架貨車闖紅燈，撞向電車，導致電車出軌。  在399型列車上的設備發現故障後，該線服務曾被暫停兩次。第一次暫停是在 2019 年 4 月 9 日，當時全數列車需暫停服務以接受安全檢查，但第二天就恢復了服務。  該線服務後來於 2019 年 12 月 14 日再次暫停，三天后於 12 月 17 日恢復。 當部分列車需進行維修時，該線班次亦曾多次被暫時削減。

### 重新公有化
2022 年 10 月 18 日，南約克郡市長奧利弗·科帕德（Oliver Coppard）宣布，捷達集團的營運合同於 2024 年 3 月到期，超級電車將恢復由公營機構營運，同時中央政府將撥款 1 億英鎊用於對部分系統進行現代化改造。 電車系統於 2024 年 3 月 22日轉由新成立的公營機構南約克郡未來電車有限公司營運。

## 路線
謝菲爾德超級電車總共有四條路線：黃線、藍線、紫線及輕軌-火車線（地圖上標示為黑色）。其中紫線及輕軌-火車線均以位於謝菲爾德市中心的謝菲爾德座堂為總站，紫線主要服務謝菲爾德南郊、輕軌-火車線則主要服務謝菲爾德東北部。黃線、藍線均以謝菲爾德西北市郊為起點，並在穿越市中心後，分別前往謝菲爾德東北、東南市郊。
該四線途經的主要車站如下：
| 黃線 | 藍線 | 紫線                                                                            | 輕軌-火車線 |
| --- | --- | ------------------------------------------------------------------------------- | --- |
| 由西至東： - 立平斯里（Leppings Lane，鄰近希爾斯堡球場） - 希爾斯堡公園 - 希爾斯堡轉乘站 - 謝菲爾德大學 - 西街 - 市政廳 - 座堂 - 城堡廣場 - 菲茲蘭廣場 / 池鍛廠 （Fitzalan Square / Ponds Forge） - 阿特克利夫（Attercliffe） - 體育館 / 奧運傳承公園 - 美度賀南 / 廷斯利 （鄰近美度賀購物中心） - 美度賀轉乘站 | 由北至南： - 希爾斯堡轉乘站 - 謝菲爾德大學 - 西街 - 市政廳 - 座堂 - 城堡廣場 - 菲茲蘭廣場 / 池鍛廠 - 謝菲爾德站、雪菲爾哈倫大學 - 水晶峰（Crystal Peaks，鄰近同名購物中心） | 由北至南： - 座堂 - 城堡廣場 - 菲茲蘭廣場 / 池鍛廠 - 謝菲爾德站、雪菲爾哈倫大學 | 由西至東： - 座堂 - 城堡廣場 - 菲茲蘭廣場 / 池鍛廠 - 阿特克利夫 - 體育館 / 奧運傳承公園 - 美度賀南 / 廷斯利 - 羅瑟勒姆中央 （鄰近紐約體育場） - 園門 （Parkgate，鄰近同名購物中心） |

## 班次
謝菲爾德超級電車各線的班次如下：

### 黃線
平日及週六尖峰時段的班次為 12 分鐘 1 班，週日尖峰時段的班次為 20 分鐘 1 班。

### 藍線
平日及週六尖峰時段的班次為 12 分鐘 1 班，週日尖峰時段的班次為 20 分鐘 1 班。

### 紫線
平日及週六的班次為每小時 1 班，週日尖峰時段列車每 30 分鐘一班，其餘時間每小時一班。

### 輕軌-火車
每30分鐘1班。

### 新冠疫情時的班次
受2019冠狀病毒病英國疫情影響，各線班次曾於2020年3月23日被削減。週日各線的班次亦有改動，並於同年4月1日起改至每小時1班。

## 後續交通連接
捷達約克郡巴士公司曾營運 SL1 和 SL1a「超級電車連繫」專線巴士，往返於黃線終點站美度活（Middlewood）和斯托克斯橋（Stocksbridge），途經奧蒂橋（Oughtibridge）。該兩線的班次與電車相同，並安排在美度活與電車接駁。該公司同時提供單程票、來回票、日票和周票，方便乘客同時搭乘該兩線和超級電車。 2020年6月1日，該巴士公司取消了該兩條專線，並以從希爾斯堡到斯托克斯橋的57號巴士線取而代之。

## 列車
| 型號                  | 相片 | 車種      | 最高速度 （公里/小時） | 長度（米） | 可載客量 | 可載客量 | 可載客量 | 列車總數 | 列車編號 | 營運路線                | 製造年份  | 營運年份  |
| 型號                  | 相片 | 車種      | 最高速度 （公里/小時） | 長度（米） | 坐位     | 企位     | 總數     | 列車總數 | 列車編號 | 營運路線                | 製造年份  | 營運年份  |
| --------------------- | ---- | --------- | ---------------------- | ---------- | -------- | -------- | -------- | -------- | -------- | ----------------------- | --------- | --------- |
| 西門子-杜瓦克超級電車 |      | 有軌電車  | 80                     | 34.8       | 86       | 115      | 201      | 25       | 101-125  | 藍、紫、黃線            | 1992      | 1994–現今 |
| 英國鐵路399型電聯車   |      | 輕軌-火車 | 100                    | 37.2       | 96       | 150      | 246      | 7        | 201-207  | 藍、紫、黃、輕軌-火車線 | 2014-2015 | 2017–現今 |
| 總數                  |      |           |                        |            |          |          |          | 32       |          |                         |           |           |

### 西門子-杜瓦克超級電車

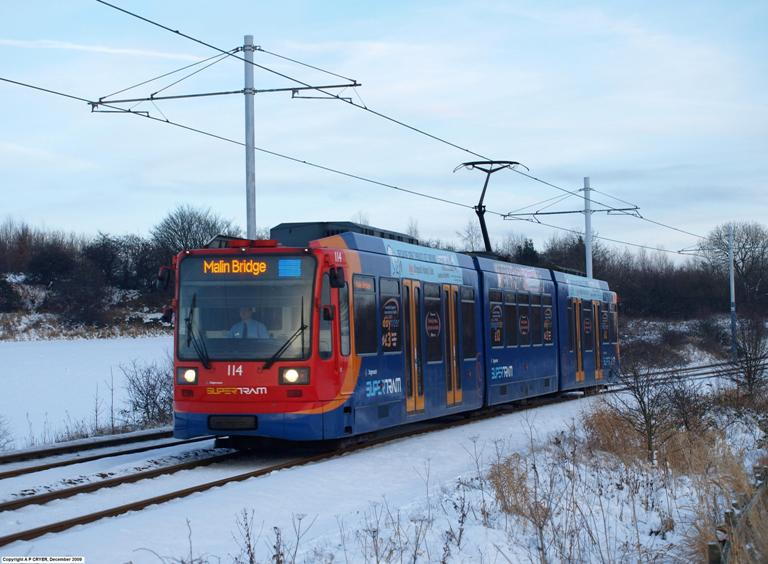
於雪地上行駛的超級電車，攝於 2009 年 12 月 23 日

西門子-杜瓦克超級電車是由西門子-杜瓦克杜塞爾多夫於1992年製造，擁有3節車廂。該款電車長達34.8米，於1994年投入服務時為全歐洲營運中的電車當中第三長的，在全英國國內則為第一長。該國內紀錄一直至2014年才被愛丁堡電車超越（愛丁堡電車於2014年通車，其電車車身長達42.8米）。
在杜塞爾多夫進行試驗後，這些電車透過鹿特丹-伊明漢姆貨船路線運往謝菲爾德。這些電車是雙向的，由三節鉸接式車廂組成，低地板區域佔 40%。所有四個入口都低 42 厘米（16.5 英寸），與月台高度相匹配，以提供水平通道。低地板區域的座位有限，並為嬰兒車和輪椅提供了空間。高地板區域高 88 厘米（34.6 吋），位於列車兩端和中間車廂；可透過兩到三個階梯到達。
由於超級電車網絡的坡度高達10%，所有車輛軸均採用動力傳動，這使得低地板區域限制在轉向架之間的區域。為了最大限度地利用低地板區域，中間轉向架完全安裝在中間車廂段下方，而不是鉸接下方。
自2005年9月起，電車的人工目的地顯示牌改為符合1995年《殘疾歧視法》 （DDA）的多色LED顯示屏，同時引入了預先錄製的下一站播報，以取代司機播報。三條不同電車線的目的地資訊播報由三位帶有當地口音的聲音錄製。
所有電車曾於在 2006 年 1 月至 2009 年 2 月期間進行翻新，第一輛翻新的電車於 2006 年 1 月 27 日投入使用。翻新工程購買了符合《殘疾歧視法》的電車內部裝飾，同時將電車由原本印有捷達集團公司代表顏色的塗裝，重新噴漆成與西南列車公司類似的藍色塗裝。
2009年5月，翻新計畫第二部分啟動，該部分對電車車底的運作設備進行全面檢修。該計劃持續到2012年底，於電車系統營運的電車數目則持續為 23 輛。

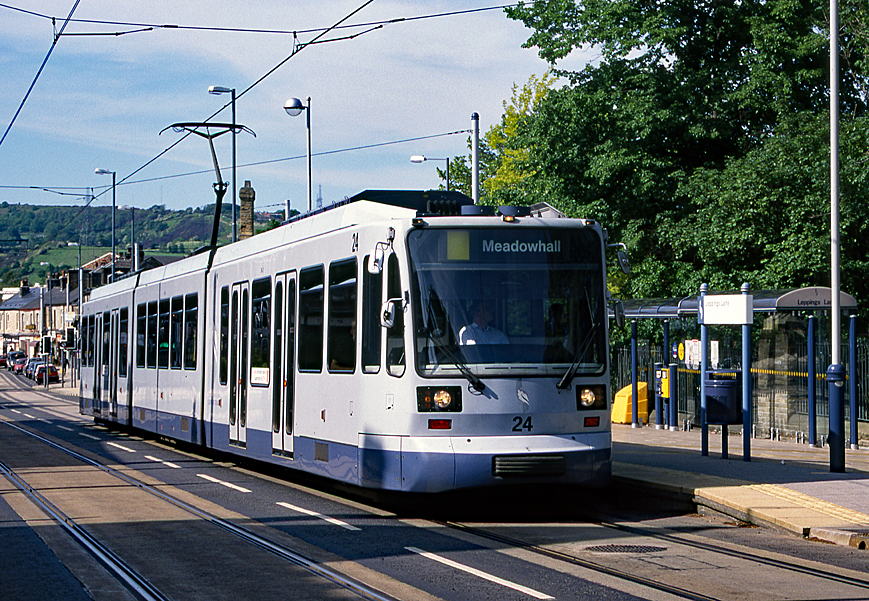
初代、尚未由捷達集團營運時的塗裝
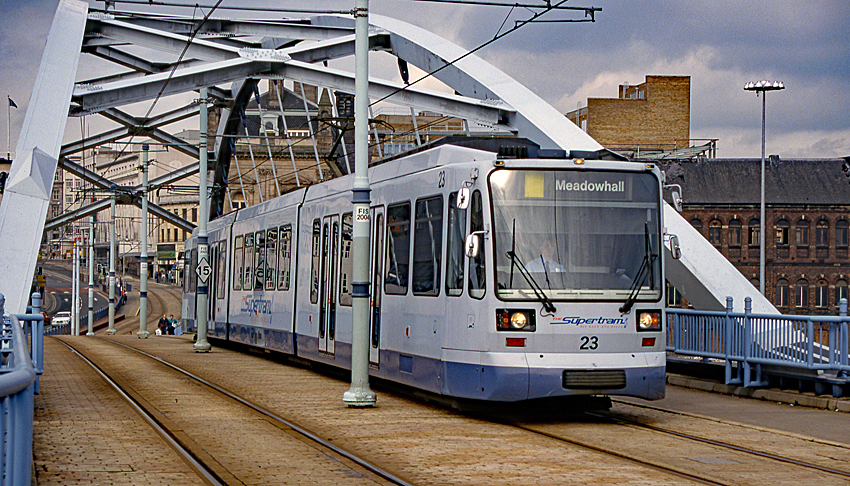
帶有超級電車標誌的新塗裝
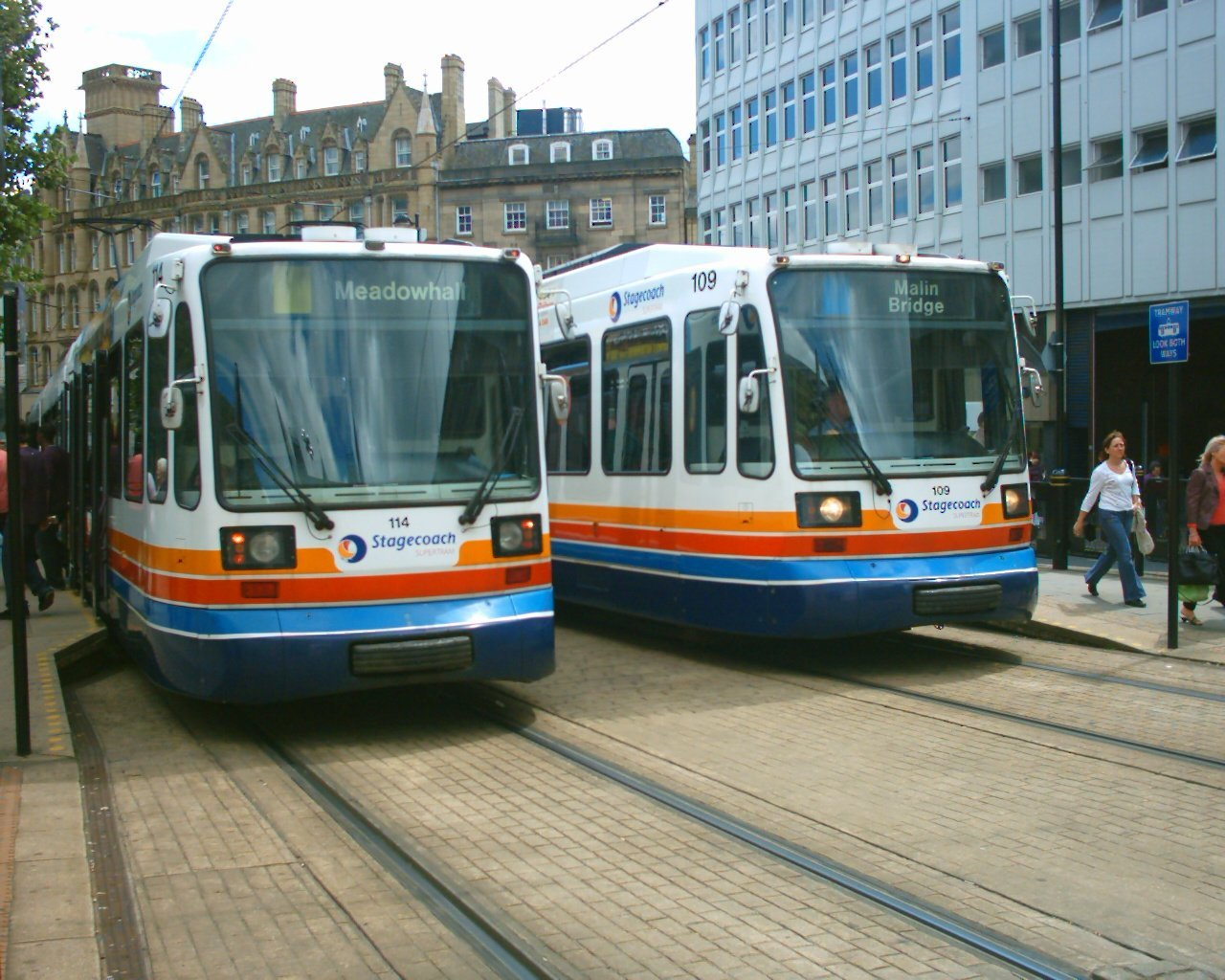
曾於1997 - 2006年時使用、帶有捷達集團代表顏色的塗裝
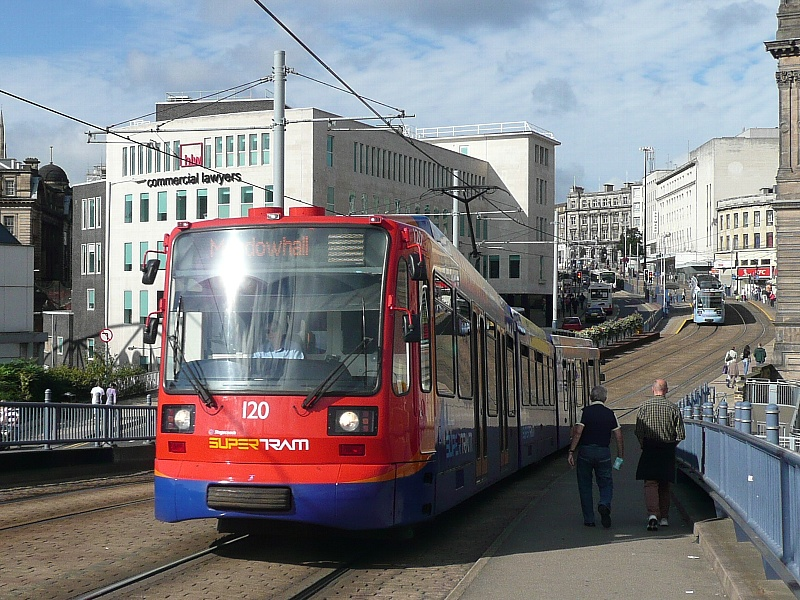
2006年起至今的塗裝

### 英國鐵路399型列車

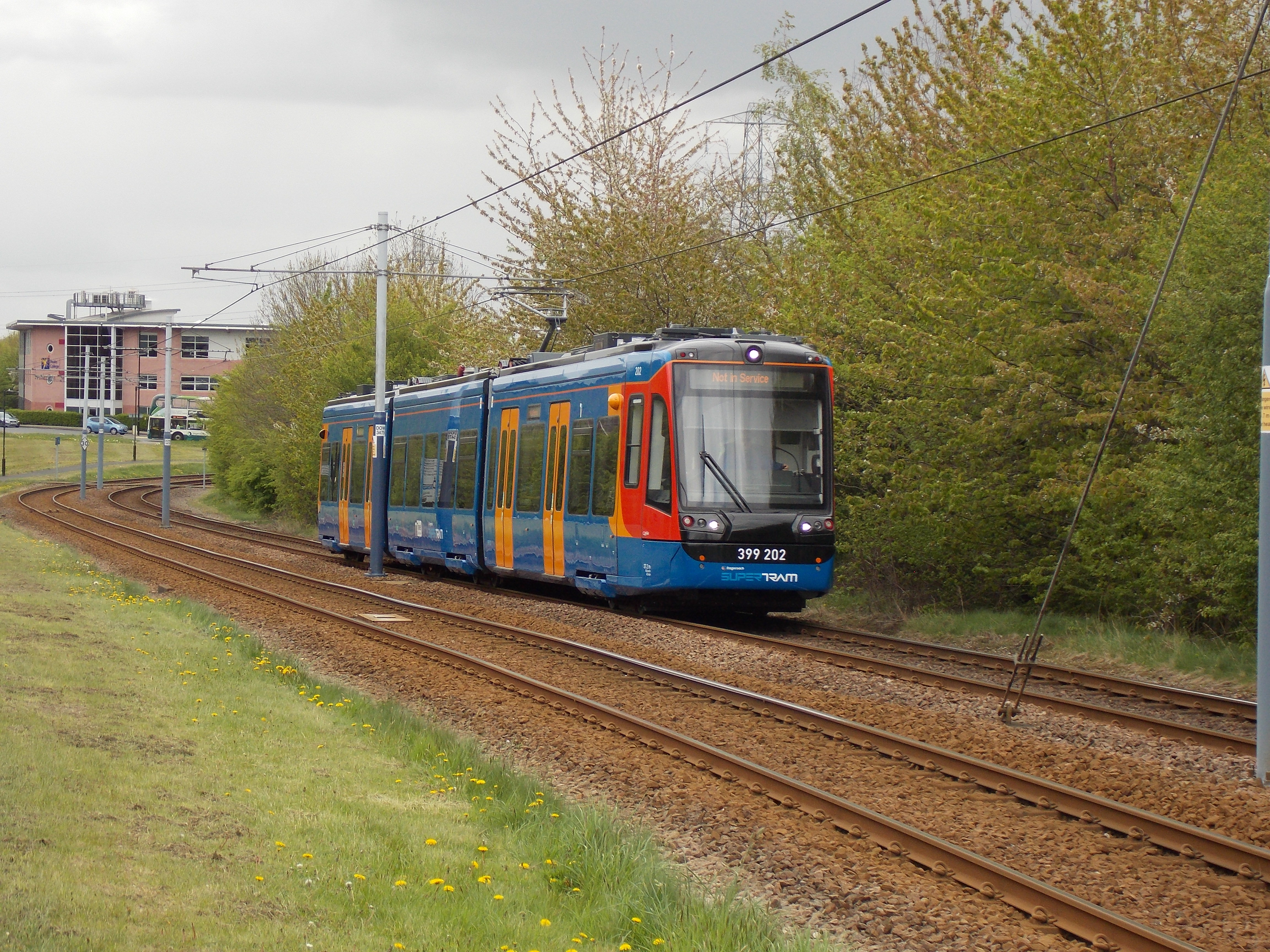
2017年4月，正於頓涅茨克道電車站附近進行測試的英國鐵路399型列車

2013年6月，福斯羅西班牙公司被選中負責建造新的電車列車，該款列車原屬福斯羅城市連繫（Citylink）系列。後來該公司於2015年末被轉賣給施泰德鐵路公司，因此該系列亦改稱為施泰德城市連繫。施泰德鐵路公司製造了七輛施泰德城市連繫列車。根據超級電車的編號系統，這七輛列車的編號為 201–207；然而，由於它們的營運路線部分是在國家鐵路網絡上，因此必須在用於主線鐵路車輛的全面營運處理系統（TOPS）下註冊，這使它們在 TOPS 下被分配為英國鐵路 399 型列車，編號為 399201–399207。
每輛車由三個鉸接式車廂組成，共裝有三個動力轉向架和一個無動力拖車轉向架，並配有氣動懸吊系統。它們是雙向運行的，無需安裝掉頭設施；駕駛室內還配備了後視攝影機顯示器，以提高可視性和狀況感知能力。
為了適應兩種不同的網絡，399 型車是雙電壓車輛，能夠在超級電車網絡使用的 750 V 直流高架電車線下運行，以及在國家鐵路系統使用的 25 kV 50 Hz 交流高架電車線下運行。雖然通往羅瑟勒姆的路線將採用超級電車網絡其他路線使用的 750 V DC 標準，但安裝雙電壓功能是為了讓電車在未來、謝菲爾德以北的米德蘭主線實現電氣化後能夠應對自如。兩種不同電源之間的切換由一套整合的自動電源控制 (APC) 系統自動完成。該系統由一系列嵌入在軌道外地面關鍵位置的磁鐵觸發，而兩個電源則被一段中性區軌道特意隔開。實際上，車輛駛過第一塊磁鐵以觸發斷路器斷開，然後滑行通過較短的中性區，直到檢測到新電壓，斷路器再次閉合。雖然 APC 為此提供了一個自動化過程，但如果情況需要，也可以手動操作，讓駕駛者關閉斷路器。
超級電車線和英國國家鐵路網也使用截然不同的號誌系統。在超級電車網絡上行駛時，號誌主要透過視覺方式提供給駕駛；有軌電車列車也使用與傳統有軌電車相同的車輛辨識系統（VIS）。此外，為了相容於英國國家鐵路網的運行，電車列車配備了列車保護和警告系統（TPWS）以及GSM-R設備。雖然 TPWS 在所有運行過程中都處於啟用狀態，但每次車輛駛上重軌線路時，都需要駕駛員手動干預以啟動 GSM-R 終端。
為了使車輛能夠同時在街道電車和國家鐵路網上運行，車輪的輪廓需要適合這兩個系統軌道的特性。設計團隊與哈德斯菲爾德大學合作，開發出特殊設計的車輪，適合兩種軌頭輪廓，據稱可以降低磨損率和降低脫軌風險。然而，由於車輪輪廓是非標準的，在採用新設計並進行實際測試之前，必須獲得鐵路安全和標準委員會的許可。由於 399 型車會在重軌線路上運行，因此它們必須遵守比西門子-杜瓦克超級電車更高的耐撞性標準。也是因此，只有 399 型車能夠營運輕軌-火車線。
第一輛列車於 2015 年 11 月 30 日交付。最後一輛列車於 2016 年 11 月 20 日交付。首輛列車於 2017 年 9 月在既有網絡投入營運。

## 基礎建設

### 軌道

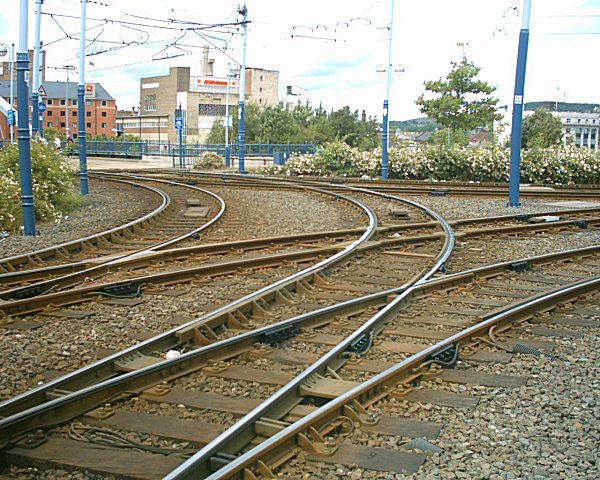
位於公園廣場的三角線

該網絡長 29 公里（18 英里），擁有 60 公里（37 英里）的軌道。它有兩種類型的軌道：與行人或道路交通共享通行權的有軌電車軌道；以及擁有專屬路權的有碴鐵路軌道。
有軌電車軌道由嵌入混凝土基座的槽形電車軌道組成，基座上有槽，軌道鋪設在槽中。大部分軌道為街道路段，使用 35G 型槽形電車軌道，其他路段則使用 BS11-80A 80 磅/碼（39.7 公斤/公尺）平底鋼軌。鐵路軌道由位於沃金頓的英國鋼鐵公司軌道產品公司提供，鋪設在由混凝土塊和鋼枕木組成的枕木上，使行駛在這些路段上時有彈性。軌道鋪設在道碴床上，而道碴床則位於準備好的路基上。街道交叉口通常鋪設槽形電車軌道。
這裡有一些主要建築。兩座高架橋將超級電車（Supertram）運送到公園廣場（市中心的主要道路交叉口），其中一座是六跨高架橋，另一座是弓弦鋼拱設計的公園廣場橋。有軌電車通過地下通道穿過謝菲爾德大學外繁忙的A57環形交叉路口。

### 電車站
超級電車設有 50 個站點 ，這些站點通常長 26.5 米（87 英尺），深 3 米（9.8 英尺），並採用統一標準，方便理解和使用。其設計採納了克蘭菲爾德理工學院針對健全和殘障乘客的人體工學研究建議。
月台高37.5厘米（14.8吋），坡度為1:20。月台邊緣鋪設60厘米（24吋）寬的淺色紋理路面，並設有40厘米（16吋）寬的邊緣警示觸覺帶。引導方向的觸覺路面橫跨月台，與電車門位置對齊。

### 電力供應
超級電車由 12 個變電站供電，並透過橫截面積為 107 平方毫米（0.166 平方英吋）的高架電車線供電。 11 kV 交流電會先於變電站轉換為 750 V 直流電，後才接入電車線。

## 票務
2020年1月起，乘客除了使用現金外，可使用信用卡/扣帳卡，或其他非接觸式支付系統（如Google Wallet和Apple Pay）購買車票。

## 客量及營收

### 營收
南約克郡客運執行局有自己的年度報表，但沒有單獨列出超級電車營運的盈虧數據。近年來，超級電車的客運收入趨勢如下（截至 3 月 31 日）：
|                           | 2014   | 2015   | 2016   | 2017          | 2018          | 2019          | 2020          | 2021   | 2022   |
| ------------------------- | ------ | ------ | ------ | ------------- | ------------- | ------------- | ------------- | ------ | ------ |
| 客運收入（百萬英鎊）      | 13.9   | 12.6   | 11.4   | 13.5          | 13.9          | 14.0          | 13.8          | 6.4    | 10.9   |
| 乘客人數（百萬）          | 12.6   | 11.5   | 11.6   | 12.6          | 12.3          | 11.9          | 10.5          | 2.8    | 6.9    |
| 顧客滿意度（分數）        |        |        |        | 66.0          | 82.5          | 80.0          | 73.0          |        |        |
| 營運績效－服務準時性（%） |        |        |        | 93.1          | 96.7          | 96.5          | 98.0          |        |        |
| 電車數量                  | 25     | 25     | 26     | 32            | 32            | 32            | 32            | 32     | 32     |
| 來源                      | [ 61 ] | [ 61 ] | [ 61 ] | [ 61 ] [ 62 ] | [ 61 ] [ 62 ] | [ 61 ] [ 63 ] | [ 61 ] [ 62 ] | [ 61 ] | [ 61 ] |

受2019冠狀病毒病英國疫情影響，2020/21 財政年度的客運收入嚴重減少。

### 客量
2017 年，謝菲爾德市區就《謝菲爾德市區交通戰略 2018-2040》政策文件（2017 年 11 月徵求意見稿）公開徵求意見。意見稿顯示，2011 年僅有 1% 的人口使用超級電車網路上下班。雖然如此，超級電車網絡的乘客數量從 1994/1995 財年的 200 萬增加到 2016/2017 財政年度的 1200 多萬。
超級電車自 1994 年 5 月通車以來的客量如下：
| 南約克郡超級電車每個財政年度（截至 3 月 31 日）的預計客流量（百萬） | 南約克郡超級電車每個財政年度（截至 3 月 31 日）的預計客流量（百萬） | 南約克郡超級電車每個財政年度（截至 3 月 31 日）的預計客流量（百萬） | 南約克郡超級電車每個財政年度（截至 3 月 31 日）的預計客流量（百萬） | 南約克郡超級電車每個財政年度（截至 3 月 31 日）的預計客流量（百萬） | 南約克郡超級電車每個財政年度（截至 3 月 31 日）的預計客流量（百萬） | 南約克郡超級電車每個財政年度（截至 3 月 31 日）的預計客流量（百萬） | 南約克郡超級電車每個財政年度（截至 3 月 31 日）的預計客流量（百萬） | 南約克郡超級電車每個財政年度（截至 3 月 31 日）的預計客流量（百萬） | 南約克郡超級電車每個財政年度（截至 3 月 31 日）的預計客流量（百萬） | 南約克郡超級電車每個財政年度（截至 3 月 31 日）的預計客流量（百萬） |
| 財政年度                                                            | 乘客旅程                                                            |                                                                     | 財政年度                                                            | 乘客旅程                                                            |                                                                     | 財政年度                                                            | 乘客旅程                                                            |                                                                     | 財政年度                                                            | 乘客旅程                                                            |
| ------------------------------------------------------------------- | ------------------------------------------------------------------- | ------------------------------------------------------------------- | ------------------------------------------------------------------- | ------------------------------------------------------------------- | ------------------------------------------------------------------- | ------------------------------------------------------------------- | ------------------------------------------------------------------- | ------------------------------------------------------------------- | ------------------------------------------------------------------- | ------------------------------------------------------------------- |
| 1994–95                                                             | 2.2                                                                 |                                                                     | 2002–03                                                             | 11.5                                                                |                                                                     | 2010–11                                                             | 15.0                                                                |                                                                     | 2018–19                                                             | 11.9                                                                |
| 1995–96                                                             | 5.3                                                                 | 2003–04                                                             | 12.3                                                                | 2011–12                                                             | 15.0                                                                | 2019–20                                                             | 10.5                                                                |                                                                     |                                                                     |                                                                     |
| 1996–97                                                             | 7.8                                                                 | 2004–05                                                             | 12.8                                                                | 2012–13                                                             | 14.4                                                                | 2020–21                                                             | 2.8                                                                 |                                                                     |                                                                     |                                                                     |
| 1997–98                                                             | 9.2                                                                 | 2005–06                                                             | 13.1                                                                | 2013–14                                                             | 12.6                                                                | 2021–22                                                             | 6.9                                                                 |                                                                     |                                                                     |                                                                     |
| 1998–99                                                             | 10.4                                                                | 2006–07                                                             | 14.0                                                                | 2014–15                                                             | 11.5                                                                | 2022–23                                                             | 8.4                                                                 |                                                                     |                                                                     |                                                                     |
| 1999–00                                                             | 10.9                                                                | 2007–08                                                             | 14.8                                                                | 2015–16                                                             | 11.6                                                                | 2023–24                                                             | 8.7                                                                 |                                                                     |                                                                     |                                                                     |
| 2000–01                                                             | 11.9                                                                | 2008–09                                                             | 15.0                                                                | 2016–17                                                             | 12.6                                                                |                                                                     |                                                                     |                                                                     |                                                                     |                                                                     |
| 2001–02                                                             | 11.4                                                                | 2009–10                                                             | 14.7                                                                | 2017–18                                                             | 12.3                                                                |                                                                     |                                                                     |                                                                     |                                                                     |                                                                     |
| 來源自英國交通部估算                                                |                                                                     |                                                                     |                                                                     |                                                                     |                                                                     |                                                                     |                                                                     |                                                                     |                                                                     |                                                                     |

## 擬議發展
2003年5月，南約克郡客運執行局宣布計劃將超級電車網絡延伸至羅瑟勒姆郊區的赫拉比（Hellaby）、謝菲爾德郊區多爾（Dore）和蘭穆爾（Ranmoor）。該計劃並未實踐。
2008年8月，英國宣布計劃在一條前往哈德斯菲爾德（途經美度賀、巴恩斯利和佩尼斯通）的國鐵路線上首次試運行柴油-電力混合動力有軌電車。這支由五列電車組成的車隊耗資900萬英鎊，預計將於2010年底投入運營，整個項目耗資2400萬英鎊，線路長37英里。從謝菲爾德經佩尼斯通線到哈德斯菲爾德、每小時一班的北方鐵路服務將計劃取消，取而代之的是班次更頻繁、停靠站點更多、速度更快的有軌電車服務，因為有軌電車的加速性能更強。同時，也宣布計劃在謝菲爾德和羅瑟勒姆中央火車站之間進行第二次試運行。謝菲爾德至哈德斯菲爾德的計畫後來於2009年9月被放棄 ，最終只有謝菲爾德和羅瑟勒姆之間的路線於 2018 年 10 月開通。
2020年3月，一項耗資15億英鎊重建謝菲爾德站及其周邊地區的計劃，打算將電車路線從謝菲爾德站後方改道至前方。該計劃的部分資金預計將來自2號高速鐵路謝菲爾德連接線（2b期東段）的建設，但相關建設後來已於2021年被英國政府取消。
2021 年 7 月，在麥格納（Magna）科學探險中心外的電車路線上設立新站點的計劃展開了公眾諮詢。2024 年 3 月，英國鐵路網公司和南約克郡市長聯合管理局批准在當地設立新車站。新站將位於美度賀南 / 廷斯利站和羅瑟勒姆中央站之間。新站將設有兩個交錯的低位輕軌-火車側式月台，並設有連接的行人天橋、以及 29 個停車位。該方案預計耗資 660 萬英鎊，資金來自謝菲爾德市區 1.66 億英鎊的城市轉型基金。

## 外部連結
- Supertram website（页面存档备份，存于）
- Stagecoach Supertram at thetrams.co.uk（页面存档备份，存于）
- Collection of Google Earth locations of Stagecoach Supertram stops（页面存档备份，存于） (Requires Google Earth software（页面存档备份，存于）) from the Google Earth Community forum.
- Supertram specs（页面存档备份，存于）